# Cœur Défense
Cœur Défense és un complex de despatxos situat al barri de negocis de La Défense, a França (precisament a Courbevoie, al barri de La Défense 4). Amb 350000m², es tracta de l'immoble que disposa de la major superfície utilitzable a Europa amb el  Palau del Parlament de Bucarest.
Construït per Bouygues el 2001 a l'emplaçament de l'antiga tour Esso, la primera estructura moderna en ser enderrocada a la Défense, Cœur Défense es constitueix de dues torres i de diversos edificis d'alçada menor.
Les dues torres, dissenyades per Jean-Paul Viguier, mesuren 161m d'alçària i compten 40 pisos, són estretes (24m d'ample) i arrodonides als extrems.